# Distrito administrativo de Berna-Mittelland
El Distrito administrativo de Berna-Mittelland (en alemán Verwaltungskreis Bern-Mittelland, en francés Arrondissement administratif de Berne-Mittelland) es uno de los diez nuevos distritos administrativos del cantón de Berna. Tiene una superficie de 947 km². La capital del distrito es Ostermundigen.
Formado de la fusión de los distritos de Berna, Laupen y Schwarzenburg, y parte de los distritos de Fraubrunnen, Konolfingen y Seftigen, así como una comuna del distrito de Aarberg. El distrito forma también la región administrativa de Berna-Mittelland.

## Geografía
Situado en parte en la región conocida como Mittelland, situada en la meseta suiza.
El distrito de Berna-Mittelland limita al norte con los distritos de Seeland, Bucheggberg (SO) y Wasseramt (SO), al este con el de Emmental, al sur con los del Thun y Frutigen-Niedersimmental, y al oeste con los de Sense (FR), See (FR) y Broye-Vully (VD).

## Comunas
| Distrito administrativo de Berna-Mittelland | Distrito administrativo de Berna-Mittelland | Distrito administrativo de Berna-Mittelland |
| Comunas                                     | Población (31.12.2014)                      | Superficie km²                              |
| ------------------------------------------- | ------------------------------------------- | ------------------------------------------- |
| Allmendingen                                | 553                                         | 3.8                                         |
| Arni bei Biglen                             | 925                                         | 10.4                                        |
| Bäriswil                                    | 925                                         | 2.8                                         |
| Belp                                        | 11 466                                      | 23.29                                       |
| Berna                                       | 130 015                                     | 51.6                                        |
| Biglen                                      | 1748                                        | 3.6                                         |
| Bolligen                                    | 6053                                        | 16.6                                        |
| Bowil                                       | 1358                                        | 14.7                                        |
| Bremgarten bei Bern                         | 4353                                        | 1.9                                         |
| Brenzikofen                                 | 523                                         | 2.2                                         |
| Deisswil bei Münchenbuchsee                 | 85                                          | 2.1                                         |
| Ferenbalm                                   | 1228                                        | 9.2                                         |
| Fraubrunnen                                 | 4867                                        | 31.95                                       |
| Frauenkappelen                              | 1206                                        | 9.3                                         |
| Freimettigen                                | 457                                         | 2.9                                         |
| Gerzensee                                   | 1176                                        | 7.8                                         |
| Grosshöchstetten                            | 3503                                        | 3.4                                         |
| Guggisberg                                  | 1562                                        | 54.9                                        |
| Gurbrü                                      | 245                                         | 1.8                                         |
| Häutligen                                   | 242                                         | 3.0                                         |
| Herbligen                                   | 584                                         | 2.7                                         |
| Iffwil                                      | 430                                         | 5.0                                         |
| Ittigen                                     | 11 250                                      | 4.2                                         |
| Jaberg                                      | 253                                         | 1.3                                         |
| Jegenstorf                                  | 5502                                        | 13.50                                       |
| Kaufdorf                                    | 1039                                        | 2.1                                         |
| Kehrsatz                                    | 4210                                        | 4.4                                         |
| Kiesen                                      | 927                                         | 4.7                                         |
| Kirchdorf                                   | 921                                         | 6.1                                         |
| Kirchlindach                                | 2900                                        | 11.9                                        |
| Köniz                                       | 39 998                                      | 51.1                                        |
| Konolfingen                                 | 5054                                        | 12.8                                        |
| Kriechenwil                                 | 430                                         | 4.8                                         |
| Landiswil                                   | 631                                         | 10.3                                        |
| Laupen                                      | 2930                                        | 4.1                                         |
| Linden                                      | 1283                                        | 13.3                                        |
| Mattstetten                                 | 556                                         | 3.8                                         |
| Meikirch                                    | 2397                                        | 10.3                                        |
| Mirchel                                     | 612                                         | 2.4                                         |
| Moosseedorf                                 | 3967                                        | 6.3                                         |
| Mühleberg                                   | 2826                                        | 26.3                                        |
| Münchenbuchsee                              | 9871                                        | 8.9                                         |
| Münchenwiler                                | 483                                         | 2.5                                         |
| Münsingen                                   | 11 646                                      | 12.1                                        |
| Muri bei Bern                               | 12 967                                      | 7.7                                         |
| Neuenegg                                    | 4948                                        | 22.0                                        |
| Niederhünigen                               | 610                                         | 5.4                                         |
| Niedermuhlern                               | 466                                         | 7.2                                         |
| Oberbalm                                    | 887                                         | 12.4                                        |
| Oberdiessbach                               | 3506                                        | 16.45                                       |
| Oberhünigen                                 | 319                                         | 6.0                                         |
| Oberthal                                    | 747                                         | 10.6                                        |
| Oppligen                                    | 658                                         | 3.4                                         |
| Ostermundigen                               | 16 694                                      | 6.0                                         |
| Riggisberg                                  | 2460                                        | 29.9                                        |
| Rubigen                                     | 2921                                        | 7.0                                         |
| Rüeggisberg                                 | 1810                                        | 35.7                                        |
| Rüschegg                                    | 1627                                        | 57.4                                        |
| Schwarzenburg                               | 6779                                        | 44.79                                       |
| Stettlen                                    | 3005                                        | 3.6                                         |
| Toffen                                      | 2536                                        | 4.9                                         |
| Urtenen-Schönbühl                           | 6180                                        | 7.2                                         |
| Vechigen                                    | 5075                                        | 24.8                                        |
| Wald                                        | 1178                                        | 13.3                                        |
| Walkringen                                  | 1820                                        | 17.2                                        |
| Wichtrach                                   | 4107                                        | 11.6                                        |
| Wiggiswil                                   | 98                                          | 1.4                                         |
| Wileroltigen                                | 383                                         | 4.1                                         |
| Wohlen bei Bern                             | 9011                                        | 36.3                                        |
| Worb                                        | 11 423                                      | 21.0                                        |
| Zäziwil                                     | 1616                                        | 5.4                                         |
| Zollikofen                                  | 10 097                                      | 5.4                                         |
| Zuzwil                                      | 571                                         | 3.5                                         |
| Total (85)                                  | 402 520                                     | 946.8                                       |

### Cambios

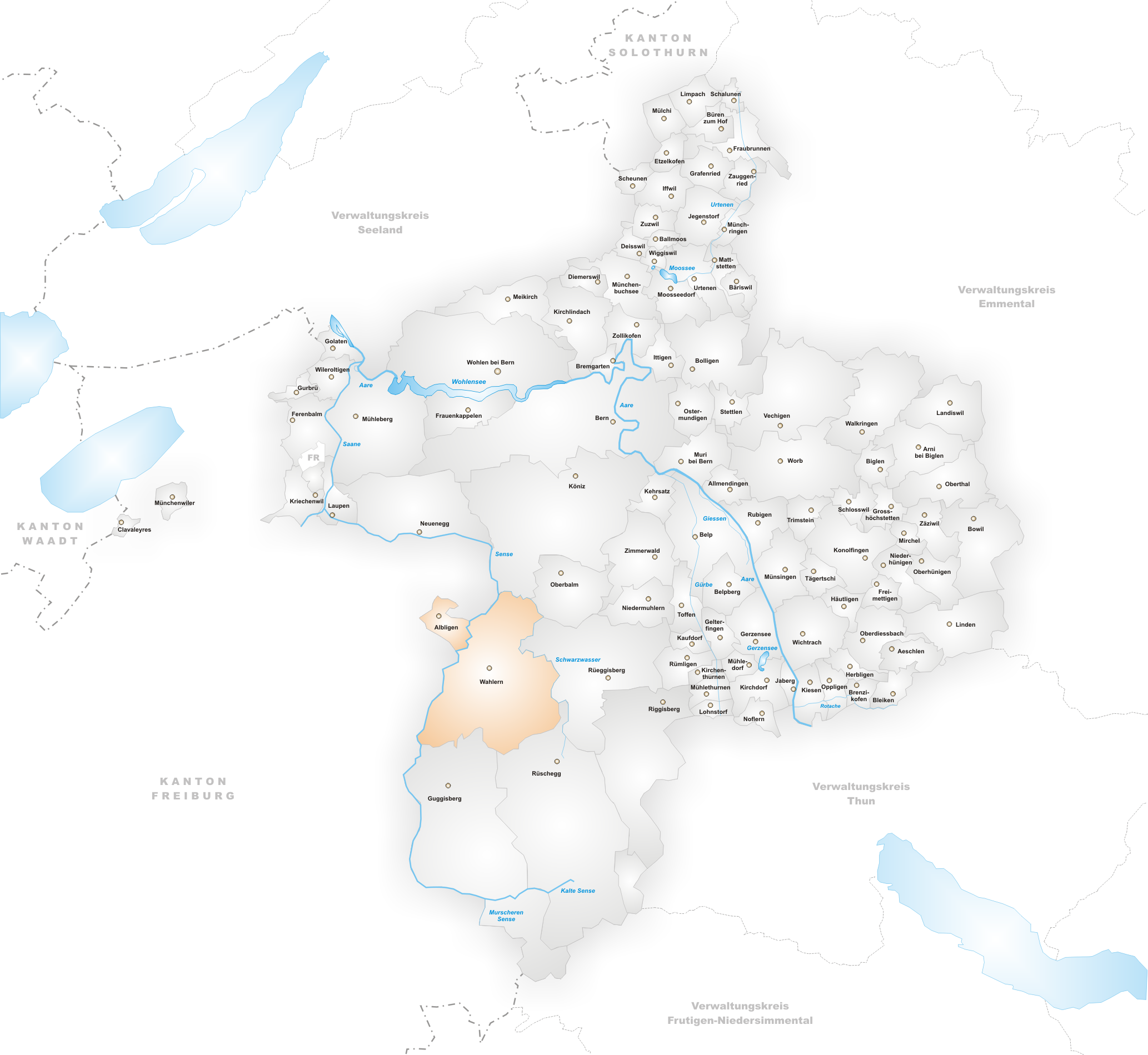
Comunas hasta 2010
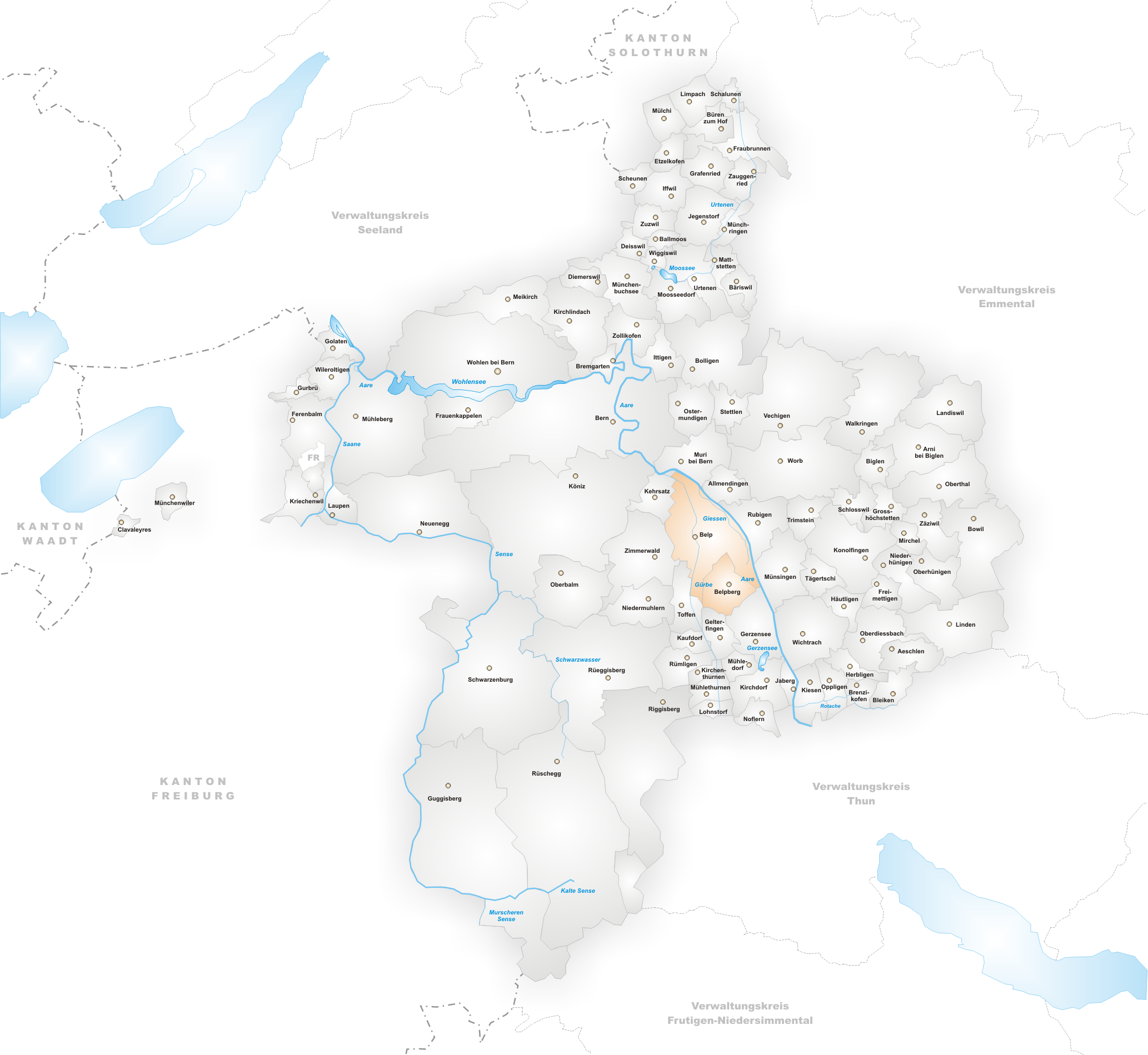
Comunas hasta 2011
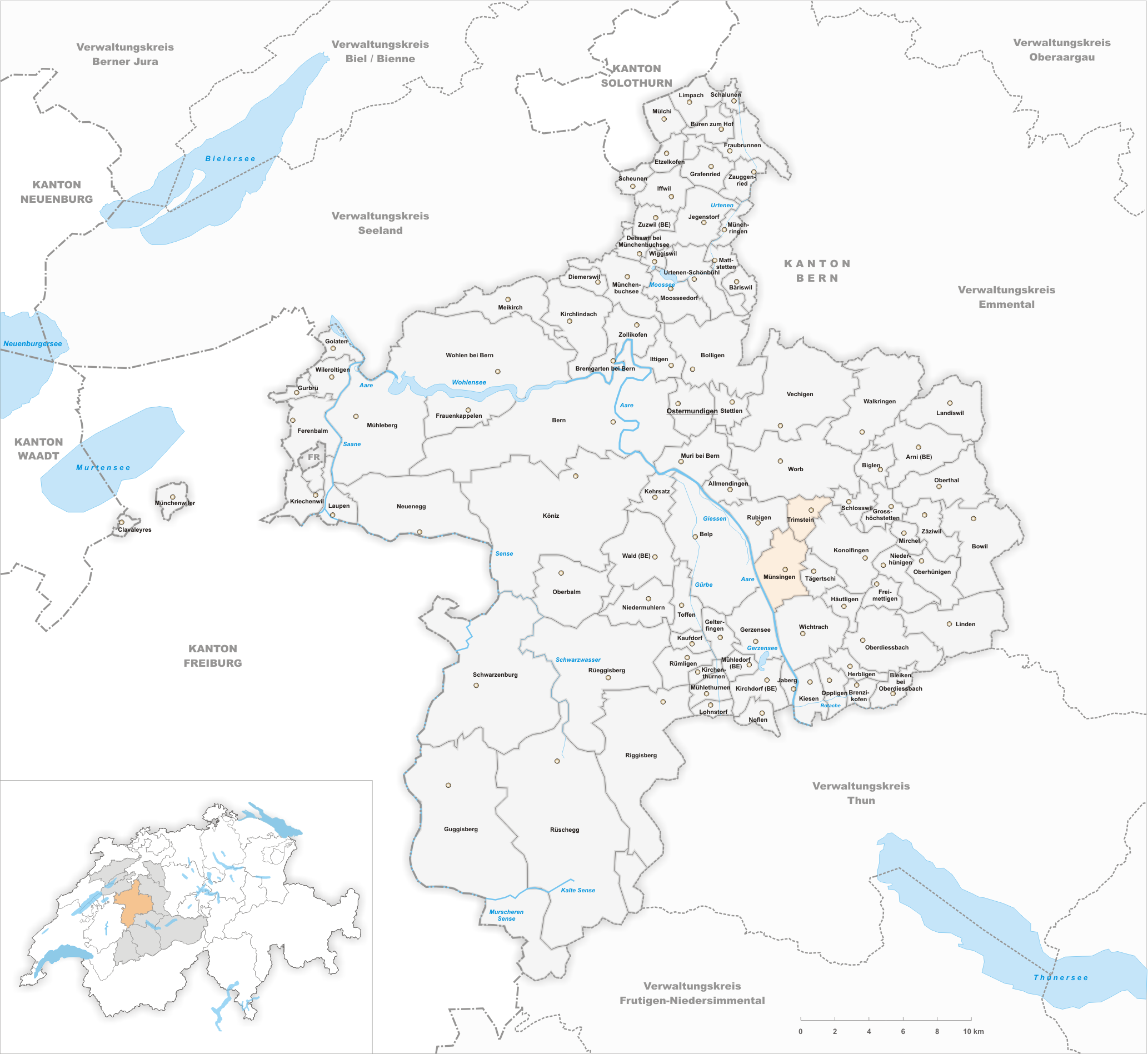
Comunas hasta 2012
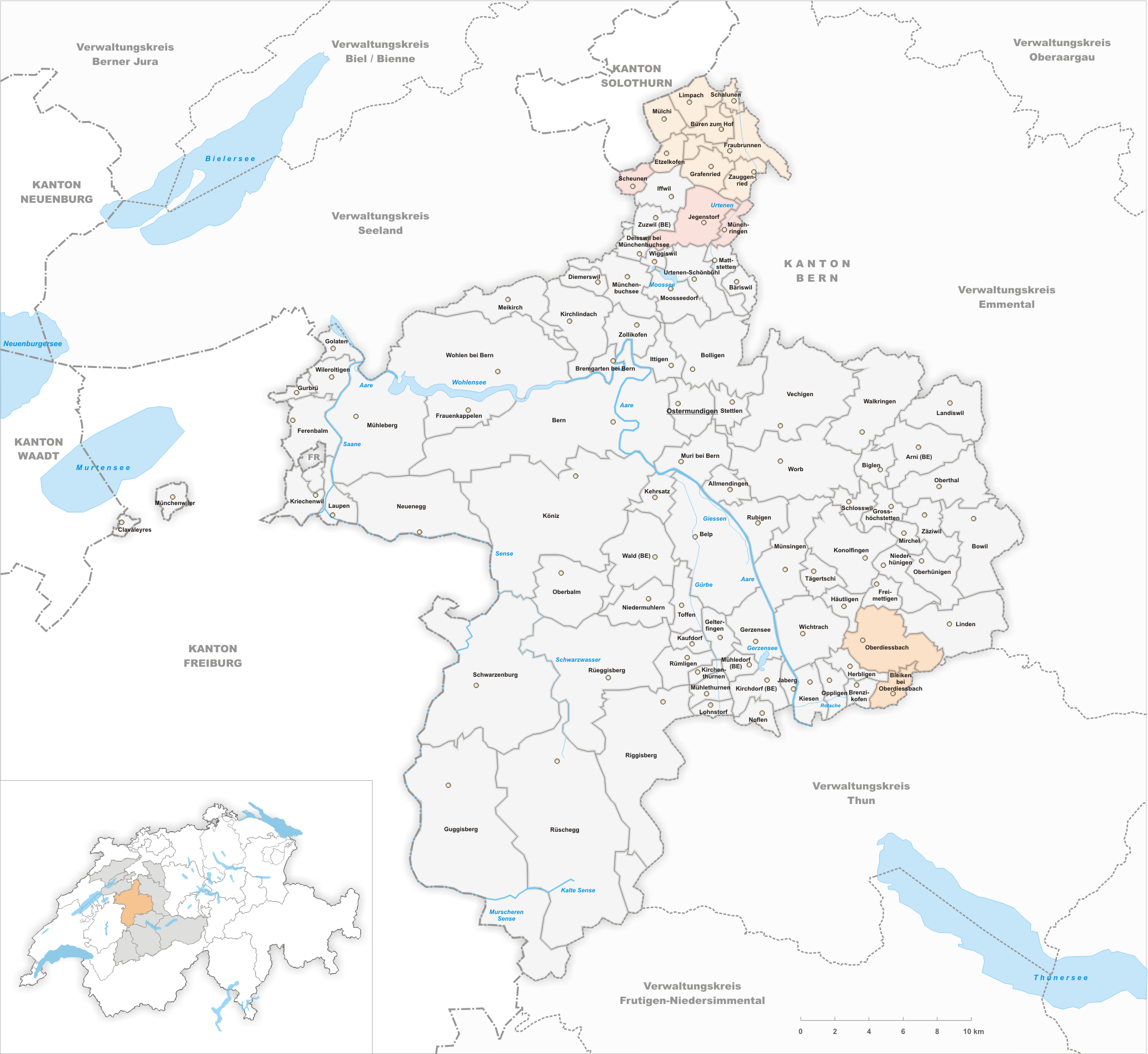
Comunas hasta 2013
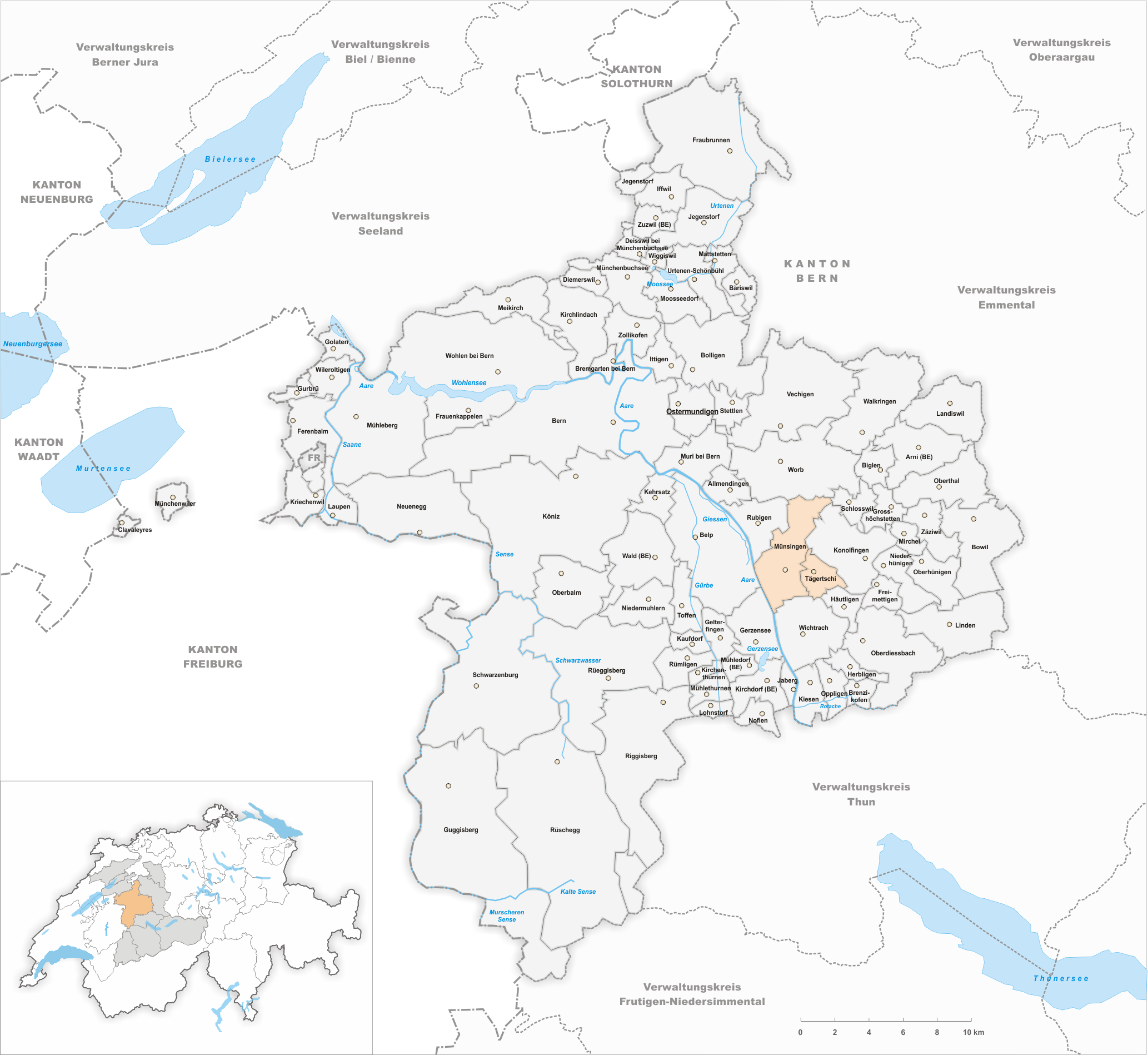
Comunas hasta 2016
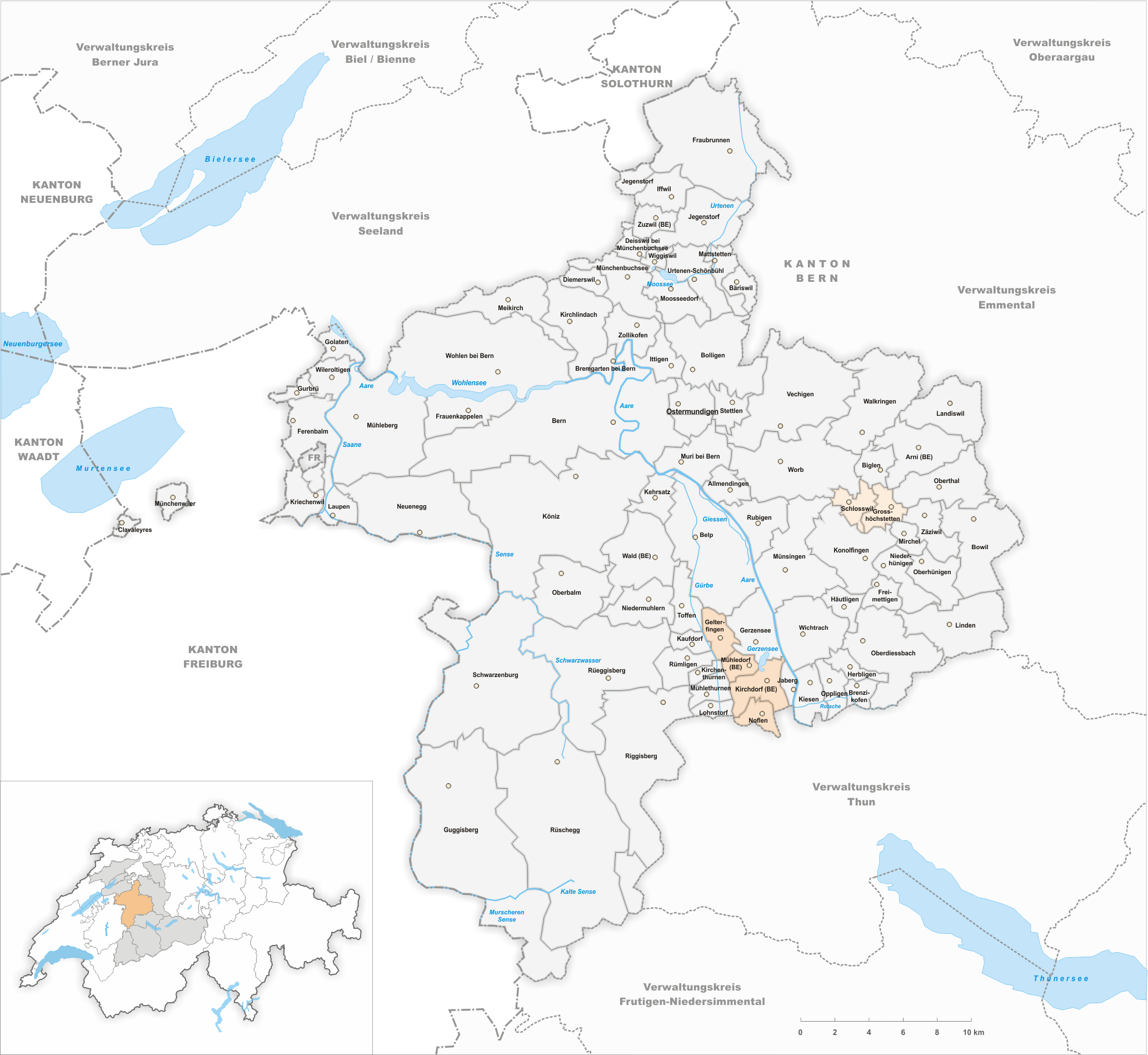
Comunas hasta 2017
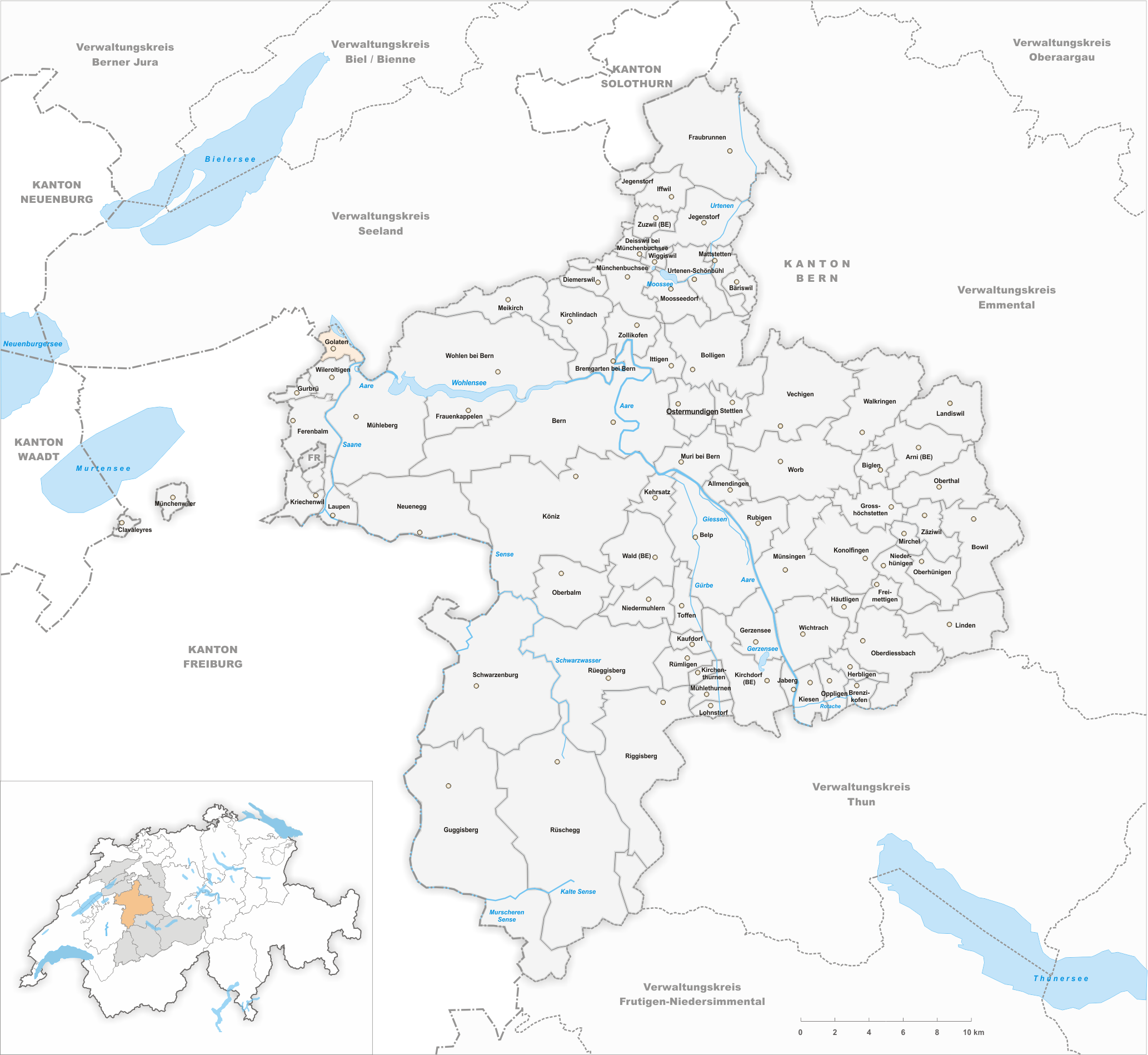
Comunas hasta 2018
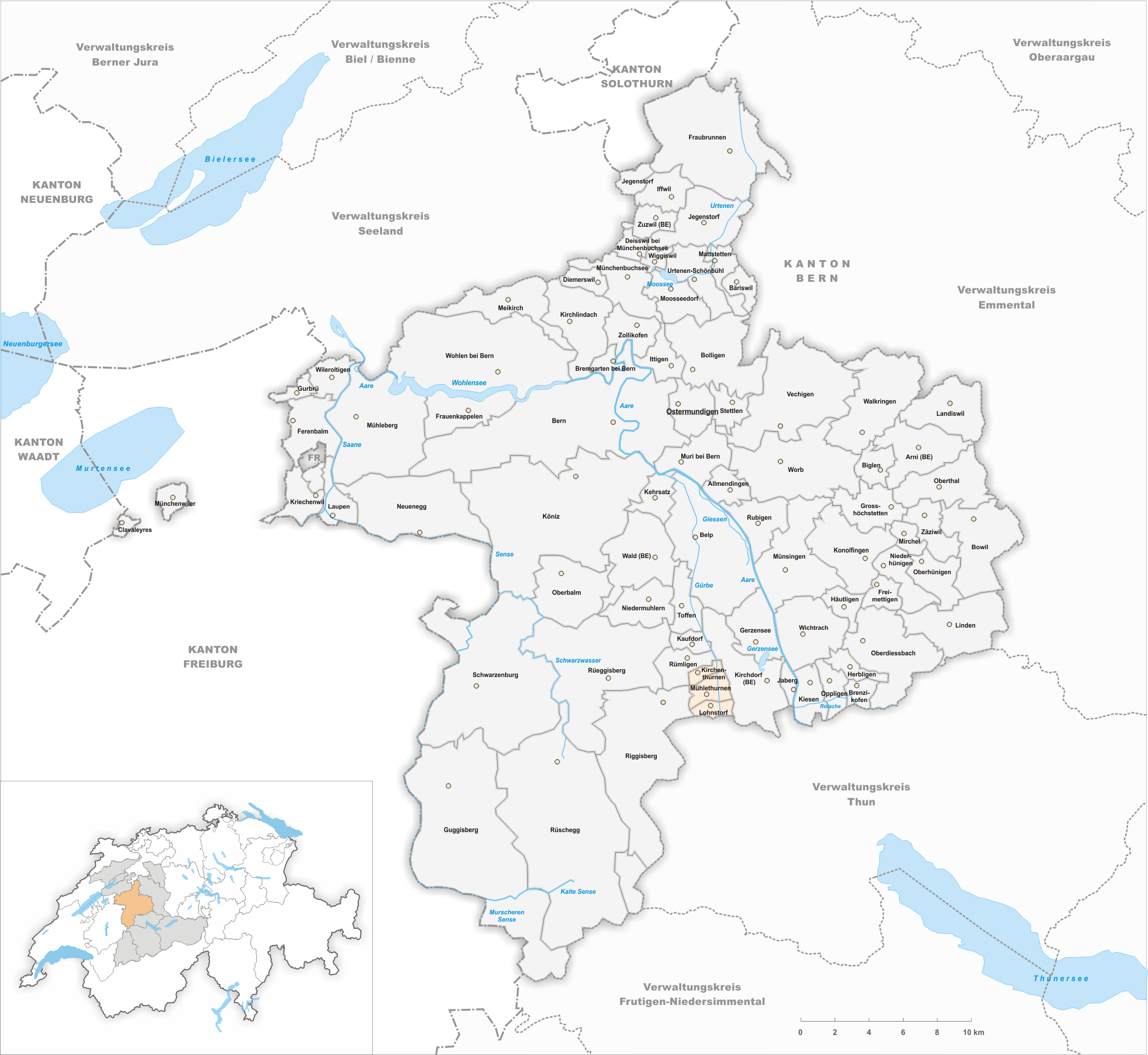
Comunas hasta 2019
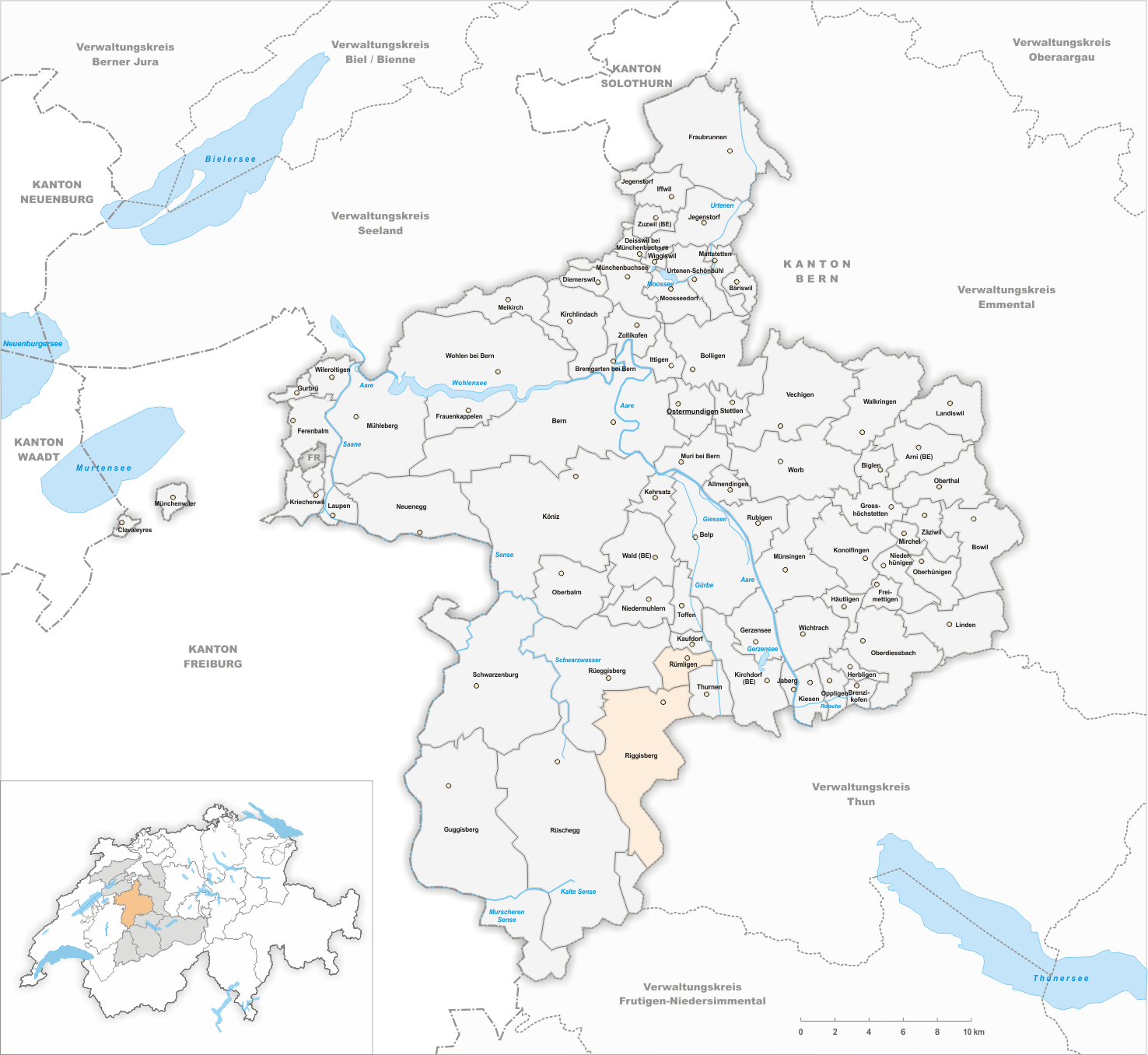
Comunas hasta 2020
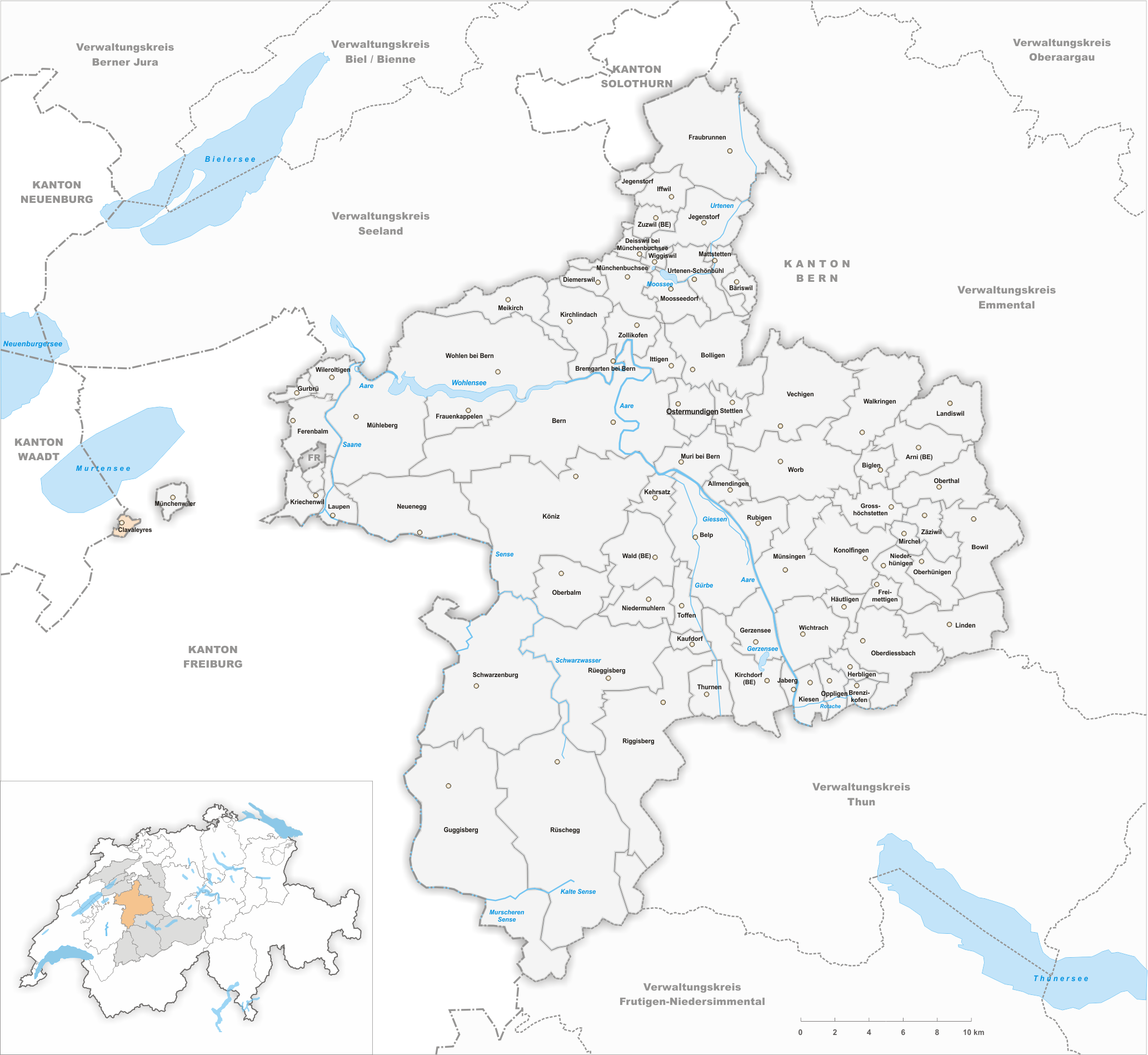
Comunas hasta 2021
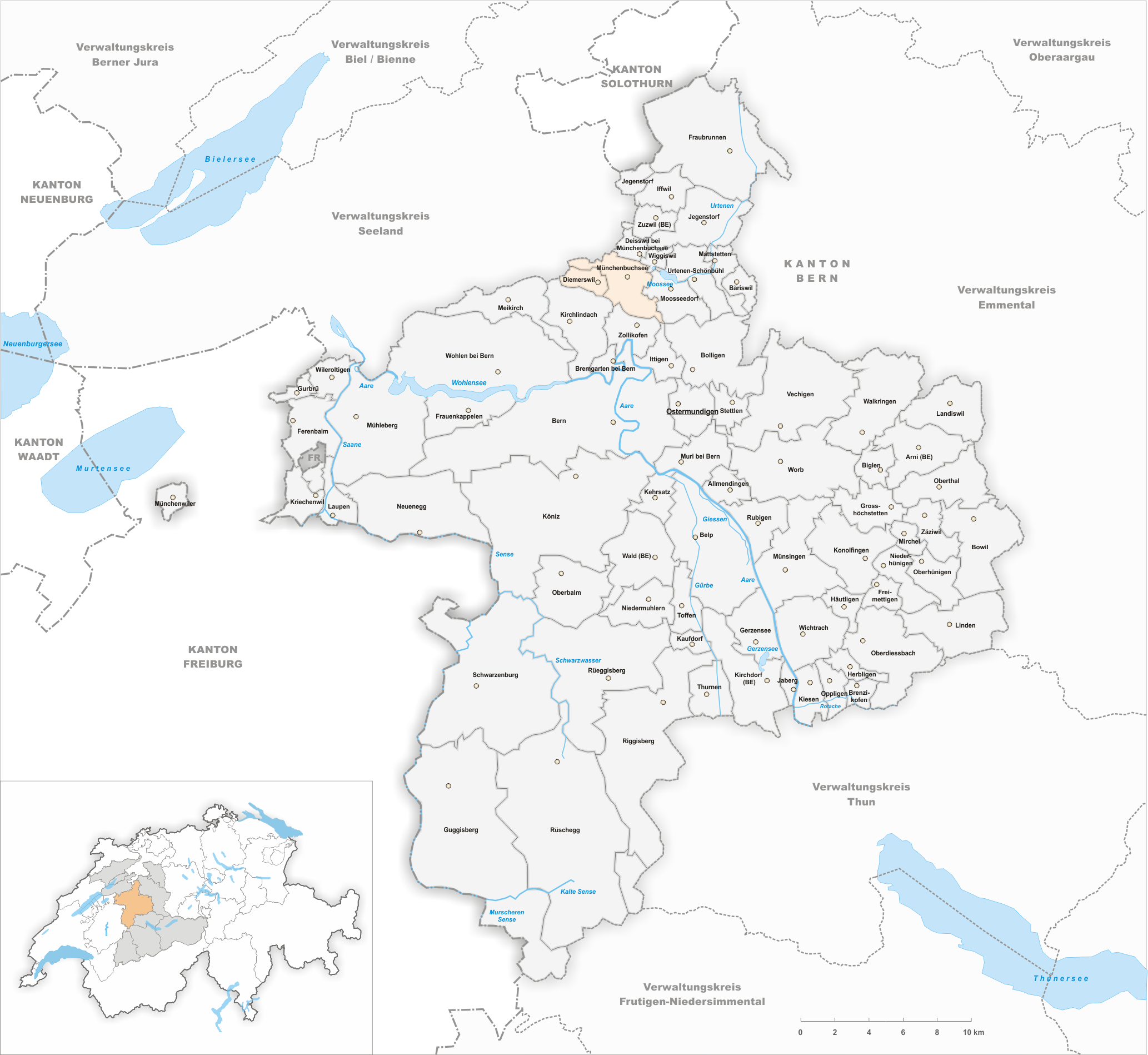
Comunas hasta 2022

### Fusiones
- 1 de enero de 2011: Albligen y Wahlern → Schwarzenburg
- 1 de enero de 2012: Belp y Belpberg → Belp
- 1 de enero de 2013: Trimstein y Münsingen → Münsingen

- 1 de enero de 2014: Büren zum Hof, Etzelkofen, Fraubrunnen, Grafenried, Limpach, Mülchi, Schalunen y Zauggenried  →  Fraubrunnen

- 1 de enero de 2014: Jegenstorf, Münchringen y Scheunen  →  Jegenstorf
- 1 de enero de 2014: Bleiken bei Oberdiessbach y Oberdiessbach  →  Oberdiessbach

- 1 de enero de 2017: Münsingen y Tägertschi → Münsingen
- 1 de enero de 2018: Gelterfingen, Kirchdorf, Mühledorf y Noflen → Kirchdorf

- 1 de enero de 2014: Grosshöchstetten y Schlosswil → Grosshöchstetten

- 1 de enero de 2019: Golaten y Kallnach → Kallnach
- 1 de enero de 2020: Kirchenthurnen, Lohnstorf, Mühlethurnen y Thurnen → Thurnen
- 1 de enero de 2021: Riggisberg y Rümligen → Riggisberg
- 1 de enero de 2022: Clavaleyres y Murten → Murten (Cantón de Friburgo)
- 1 de enero de 2023: Diemerswil y Münchenbuchsee → Münchenbuchsee